# The Christmas Song
"The Christmas Song" (med undertitlen "Chestnuts Roasting on an Open Fire" eller oprindeligt "Merry Christmas to You") er en julesang skrevet i 1945 af Bob Wells og Mel Tormé.
Ifølge Tormé blev sangen skrevet den hede sommer i 1945. I et forsøg på at "stay cool by thinking cool" ("holde sig kølig ved at tænke køligt") skrev parret en af de mest fremførte julesange nogensinde. "Jeg så en blok med spiralryg på hans (Wells') flygel med fire linjer skrevet med blyant," huskede Tormé. "De begyndte sådan her: 'Chestnuts roasting..., Jack Frost nipping..., Yuletide carols..., Folks dressed up as Eskimos.' Bob havde ikke tænkt, at han havde skrevet en sangtekst. Han sagde, at han tænkte, at hvis han kunne grave sig ned i vinteren, kunne han køle sig ned. Fyrre minutter senere var sangen skrevet. Jeg skrev musikken og noget af teksten."

## Indspilninger
Sangen blev første gang indspillet i begyndelsen af 1946 af Nat King Cole Trio. På Coles opfordring – og trods indvendinger fra hans pladeselskab, Capitol Records – blev der senere samme år lavet en ny indspilning, hvor der også blev brugt en lille strygergruppe, og denne version blev et kæmpehit på både pop- og R&B-hitlisterne. Cole indspillede sangen på ny i 1953 i samme arrangement, men denne gang med et fuldt orkester under ledelse af Nelson Riddle, og endnu engang i 1961, denne gang i stereo og med orkester under ledelse af Ralph Carmichael. Denne 1961-version anses generelt for at være den autoritative indspilning og blev i 2004 udnævnt til den mest elskede julesang blandt kvinder i alderen 30-49 år, mens den oprindelige indspilning fra 1946 i 1974 blev indlemmet i Grammy Hall of Fame.
Mel Tormé har også lavet flere indspilninger af sangen, og en stribe andre kendte og ukendte kunstnere har indspillet sangen gennem årene, heriblandt:
- Bing Crosby 1947
- Frank Sinatra 1957
- Ella Fitzgerald 1960
- Judy Garland 1963
- Doris Day 1964
- Sammy Davis Jr. 1964
- The Supremes 1965
- Barbra Streisand 1967
- Stevie Wonder 1967
- The Jackson 5 1970
- Julie Andrews og James Stewart 1972 (tv)
- John Denver 1975, 1990
- The Carpenters 1978
- New Kids on the Block 1989
- Barry Manilow 1990
- Gloria Estefan 1993
- Toni Braxton 1993
- Natalie Cole 1994
- Celine Dion 1998
- Christina Aguilera 2000
- Michael Bublé 2003
- Whitney Houston 2003
- James Taylor 2004
- Aretha Franklin 2006
- Al Jarreau 2008
- Neil Sedaka 2008
- Sheryl Crow 2008
- Bob Dylan 2009
- Justin Bieber og Usher 2011
- Paul McCartney 2012
- Rod Stewart 2012
- Sarah McLachlan 2016 på albummet Wonderland